# Chile Cinema
El Chile Cinema va ser una sala d'exhibició cinematogràfica ubicada al Passeig de Sant Joan (Núm. 118, xamfrà amb el carrer de Rosselló) de Barcelona. Va obrir les portes l'any 1929 i les va tancar el 1970. El seu primer propietari va ser Josep Casajuana Ochoa. Va formar part d'un grup de cinemes que van decidir promoure actes solidaris per ajudar les víctimes de les riuades del Vallès de la tardor del 1962.